# Artigas (Uruguai)
|  | Per a altres significats, vegeu «Artigas». |

Artigas (antigament coneguda com a San Eugenio del Cuareim) és una ciutat de l'Uruguai, capital del departament homònim. Està ubicada al nord del territori i fa conurbació amb la ciutat brasilera de Quaraí, a la qual es troba unida pel Puente de la Concordia construït sobre el riu Cuareim. La seva població és de 41.687 habitants aproximadament, d'acord amb les dades del cens de 2004.
La seva denominació té com a epònim el pròcer uruguaià José Gervasio Artigas.
| 1963   | 1975   | 1985   | 1996   | 2004   |
| ------ | ------ | ------ | ------ | ------ |
| 24.412 | 29.211 | 35.119 | 40.244 | 41 687 |

## Agermanaments
- Sevilla,  Espanya
- Arica,  Xile